# Герберт Пламер
Сер Герберт Пламер, перший віконт Пламер (англ. Herbert Plumer, 1st Viscount Plumer; 13 березня 1857, Лондон — 16 липня 1932, Лондон) — британський воєначальник, фельдмаршал Британської армії (1919), 1-й барон Мессінський і Білтонський (1919), віконт (1929). Учасник війн проти повстанців Махді, Другої англо-бурської та Першої світової. У роки Великої війни командував корпусом та армією, відзначився в Другій Мессенській битві, в оборонних боях Весняного наступу кайзерівської армії та Стоденному контрнаступі військ Антанти. У післявоєнний час губернатор Мальти (1919 — 1924) та верховний комісар Палестини (1925 — 1928).

## Біографія
Герберт Чарльз Онслоу Пламер народився 13 березня 1857 року у лондонському районі Кенсінгтон у родині Холла Пламера та Луїзи Еліс Пламер (до шлюбу Тернлі). Освіту здобув в Ітонському коледжі та Королівському військовому коледжі у Сандгерсті.
Військова кар'єра
- 11 вересня 1876 — лейтенант
- 29 травня 1882 — капітан
- 22 січня 1893 — майор
- 8 травня 1897 — підполковник (тимчасове звання)
- 17 жовтня 1900 — підполковник
- 29 листопада 1900 — полковник
- 22 серпня 1902 — майор-генерал
- 4 листопада 1908 — лейтенант-генерал
- 11 червня 1915 — генерал
- 31 липня 1919 — фельдмаршал

11 вересня 1876 року Пламер отримав звання лейтенанта та поступив на службу до 65-го пішого полку. 29 квітня 1879 року він прибув для проходження служби в Індію, де став ад'ютантом свого батальйону. 29 травня 1882 року став капітаном. 1884 році відбув зі своїм батальйоном до Судану, де діяв під час Нільської експедиції у ході придушення повстання Махді. У лютому 1884 року Пламер бився у битвах за Ель-Теб, а в березні — у битві при Тамаї. За проявлену мужність у ході бойових дій відзначений у наказі.
З 1886 до 1887 року навчався у Штабному коледжі в Камберлі. 7 травня 1890 року був призначений заступником генерального ад'ютанта в Джерсі. 22 січня 1893 року підвищений у майори та очолив 2-й батальйон Йорксько-Ланкастерського піхотного полку. У грудні 1895 року став помічником військового секретаря Генерального офіцера командування Капською колонією. В 1896 році він виїхав до Південної Родезії, де брав участь у подіях Другої війни з матабеле.
8 травня 1897 року Пламер став заступником помічника генерал-ад'ютанта в Олдершоті.
У 1899 році він повернувся до Південної Родезії, де очолив підготовку тамтешніх кавалерійських підрозділів. Брав участь у бойових діях Другої англо-бурської війни. 29 листопада 1900 року став полковником і очолив зведений загін, який захопив у Гамельфонтейні потяг бурського генерала Крістіана де Вета.
У квітні 1902 року Пламер повернувся до Англії, де був удостоєний аудієнції британського монарха Едуарда VII.
22 серпня 1902 року він отримав за визначну службу звання майор-генерала і 1 жовтня 1902 року став командиром 4-ї бригади у складі I армійського корпусу. Наступного року він став командиром 10-ї Ірландської дивізії у складі IV армійського корпусу та у грудні 1903 року очолив командування Східним округом.
У лютому 1904 року Пламер став генерал-квартирмейстером військ, у квітні 1906 року — командиром 7-ї піхотної дивізії, а з травня 1907 року — 5-ї дивізії. 4 листопада 1908 року він отримав звання лейтенант-генерала, а у листопаді 1911 року Пламера призначили командувачем Північного командування британської армії.
На початок Першої світової війни перебував в Англії. Після несподіваної смерті сера Джеймса Грієрсона після приїзду до Франції у 1914 році, Пламер вважався відмінним кандидатом на посаду командира одного з двох корпусів Британських експедиційних сил поряд із Дугласом Гейґом; втім, ця посада врешті дісталася Горацію Сміт-Дорріену.
У лютому 1915 року Пламер був відправлений до Франції, де прийняв під своє командування V корпус, яким він керував в ході Другої битви за Іпр у квітні 1915 року.
У травні 1915 року лейтенант-генерала Пламера призначили командувачем 2-ї британської армії. 11 червня 1915 року він став повним генералом.
У червні 1917 року він здобув приголомшливу перемогу над німецькою кайзерівською армією в битві при Месені. Битва розпочалася одночасно підривом серії мін, розміщених у тунелях на Іпрському виступі, створених під німецькими позиціями Королівськими інженерами. Внаслідок підриву зарядів утворилося 19 великих кратерів; ця подія була описана як найгучніший вибух в історії людства. Після того, як міни підірвалися, солдати Пламера перейшли в наступ та просунулися на 3 км вперед, що по мірках Першої світової було неймовірним успіхом у позиційній війні.
У вересні 1917 року Пламер здобув перемоги у битві на хребті Менін-роуд та в битві під Полігоном Вуд, а в жовтні — в битві при Брудсейнді, просунувшись на глибину 5000 метрів у бойові порядки німців.
У листопаді 1917 року генерал Пламер був визначений командувачем Британських експедиційних сил в Італії — складова зведених англо-французьких військ, що вирушала на Італійський фронт після нищівної поразки італійської армії в битві при Капоретто.
Наприкінці Першої світової війни, Пламер продовжував командувати 2-ю британською армією, що протистояла німцям у Весняному наступі та Стоденній битві до переможного завершення Великої війни.
У грудні 1918 року генерал Пламер став командувачем Британської Рейнської армії, а в травні — генерал-губернатором Мальти. 31 липня 1919 року йому присвоїли звання фельдмаршала, а 18 жовтня 1919 року він став бароном Пламером Мессінським і Білтонським.
У серпні 1925 року він був призначений верховним комісаром Британського мандату в Палестині.